# Castillo de Rocabertí
El castillo de Rocabertí es un castillo situado en el municipio de La Junquera en la provincia española de Gerona, a unos 3 km al noreste de la villa. Está construido sobre una escarpada peña granítica de forma cónica y se puede ver con facilidad desde el pueblo, que queda a sus pies. Actualmente, quedan sólo las ruinas.

## Historia
Se menciona por primera vez en 948, pero parece que es bastante anterior. Perteneció al linaje de los Rocabertí, el cual, hasta que obtuvo el castillo de Peralada a mediados del siglo XIII, hizo el centro del vizcondado de Rocabertí.

Escudo de los Vizcondes de Rocabertí.

La posición estratégica de la fortaleza, dominando los pasos del Le Perthus y de Panissars, fue siempre el objetivo de diferentes intereses. Así, en el transcurso de un grave enfrentamiento con Ramón Berenguer IV, el conde Hugo I de Ampurias se apoderó, pero el conde de Barcelona logró recuperar y forzar al de Ampurias a renovar el vasallaje con un acuerdo de paz (1138) según el cual el primero se obligaba a derribar este castillo y el último el de Quermançó.
Según el cronista Ramon Muntaner, el rey Jaime I fue invitado a residido en el por Dalmau V de Rocabertí.
El castillo jugó un papel importante en la batalla del puerto de Panissars (1285). En 1288 fue fugazmente ocupado por un ejército francés al servicio de Jaime II de Mallorca que invadió el Ampurdán. En 1462, ante el peligro de una nueva invasión francesa,  fue fortificado y se construyeron dos torres en los flancos de la muralla. Pero entonces ya estaba en muy malas condiciones y es posible que hubiera perdido su importancia, que tampoco recuperó con el establecimiento de la frontera en la cresta de la Albera a raíz del Tratado de los Pirineos en 1659.
En 1869 se hizo un hallazgo de monedas de los condes de Besalú y de Rosellón.

## Estructura
Era un castillo de reducidas dimensiones, adaptado a las condiciones irregulares del terreno y al poco espacio disponible en la cima de la colina. Entre las ruinas actuales se distinguen el portal de entrada, de sillares pequeños y poco trabajados, quizá del siglo XI, tres estancias con vestigios de sus bóvedas, la cisterna (excavada en la roca), restos bien conservadas y de cierta altura de una torre triangular, construida con buena sillería, y la capilla, en el extremo noroeste, que estaba dedicada a San Romano. De esta capilla, posiblemente fechada del siglo XII, quedan sólo el muro meridional y la mitad sur de su ábside semicircular, construidos con sillares grandes y bien recortados, aunque de poca altura. Los diferentes aparatos que se pueden reconocer en el conjunto demostrarían diversas etapas constructivas. El acceso a la fortaleza estaba situado al este, la parte con menos desnivel, mediante una escalera tallada en la roca.

## Leyenda

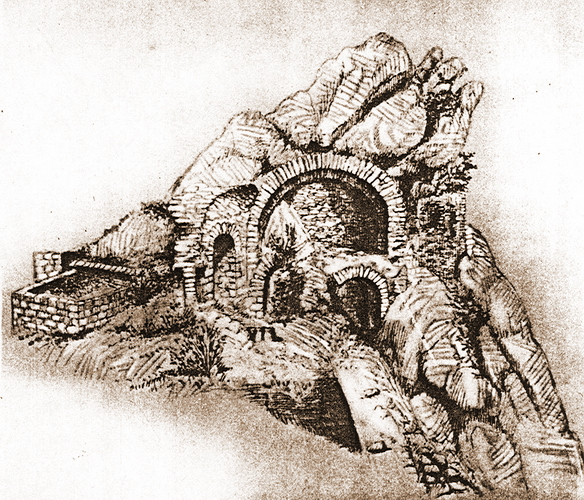
Dibujo del.

En una leyenda que bebe en las fuentes de Esopo, el castillo de Rocabertí habría sido habitado por simiotes, seres fantásticos, medio personas y medio animales, con grandes pilosidades que les cubrían todo el cuerpo, salvo los ojos y los dientes. Un cierto día muy frío los simiotes acogieron en el castillo a un viajero, que se sopló los dedos para calentarlos ante la sorpresa de aquellos seres, que desconocían la utilidad de esta práctica. Su rey ordenó que le fuera servido un caldo bien caliente, y los simiotes volvieron a sorprenderse cuando el viajero sopló el líquido, ahora para enfriarlo. El doble descubrimiento, aparentemente contradictorio, convenció a los simiotes de que el viajero tenía que ser un brujo y lo expulsaron del castillo.
En otra leyenda, el castillo es habitado por hadas, seres míticos femeninos con atribuciones mágicas positivas o negativas, también llamadas mujeres de agua. Las de Rocabertí eran buenas hilanderas, que favorecían a los mortales ofreciéndoles un huso mágico que siempre tenía hilo, a condición de que no dijeran hablaran mal de su hilo. Un cierto día una chica de La Junquera encontró un huso (en otra versión lo heredó de sus antepasados) y se enriqueció vendiendo el hilo mágico, pero su nieta profirió un «voto este hilo!» un día que se le enrolló la madeja y el huso, y el hilo y hasta las piezas que habían sido cosidas se fundieron y desaparecieron.
En Rocabertí vagaría el alma en pena de una señora del castillo, la mala madre, que mató a sus dos hijos para que no se interponiesen en la pasión amorosa que le había despertado un cierto joven.

## Protección
El castillo de Rocabertí está afectado por las disposiciones españolas de protección del patrimonio histórico de 1949 y 1988, y como todos los castillos de Cataluña, catalogado como Bien Cultural de Interés Nacional a los efectos de la ley del Patrimonio Cultural catalán de 1993.